# Falsettone
Il falsettone è un'antica tecnica vocale impiegata dalle voci maschili nel canto lirico, consistente nell'amplificazione dei suoni bianchi tipici del falsetto con la stessa tecnica utilizzata per le note emesse a voce piena. Ne risultavano note lucenti e voluminose, spesso acutissime, anche se di "colore" diverso e dalle sonorità femminili rispetto a quelle emesse a voce piena.
Questa tecnica era impiegata abitualmente, almeno a partire dal la acuto, nell'esecuzione dei ruoli tenorili fino al primo Ottocento. Molti ruoli per tenore delle opere dell'epoca, in particolare di quelle scritte da Rossini, Bellini e Donizetti, richiedono l'emissione di note estremamente acute, la cui esecuzione era molto facilitata grazie all'uso di questa tecnica. Tra gli specialisti dell'epoca spicca Giovanni Battista Rubini, al quale Bellini giunse ad assegnare alcuni fa sovracuti (il più famoso quello che si trova nel concertato finale dei Puritani, "Credeasi, misera").
Con l'avvento del Romanticismo, il ricorso al falsettone scomparve quasi completamente, e, in epoca moderna, note quali il do acuto, il do♯, il re sovracuto e anche il mi♭ sono state di solito emesse dai tenori (in grado di raggiungere tali altezze) a voce piena. Perfino per il famoso fa dei Puritani, che  viene normalmente omesso o eseguito in falsetto (ad esempio da Luciano Pavarotti), ci sono stati tentativi di passare all'emissione a voce piena, peraltro con risultati non sempre gradevoli e spesso comunque controversi. I suoni raggiungibili a voce piena, in ogni caso, hanno un effetto del tutto diverso da quello che probabilmente si produceva fino agli inizi dell'Ottocento: l'uso del falsettone riduceva infatti il carattere eroico degli acuti, ma consentiva verosimilmente al tenore un fraseggio più sottile e maggiori sfumature espressive necessarie a interpretare quegli spartiti e previste dagli stessi compositori.
Un tenore che in anni recenti ha tentato, con alterne fortune, di ripristinare quello stile di canto è stato Giuseppe Morino, scoperto e indirizzato in questo senso dallo storico del canto Rodolfo Celletti.